# Anna Maria Stradová

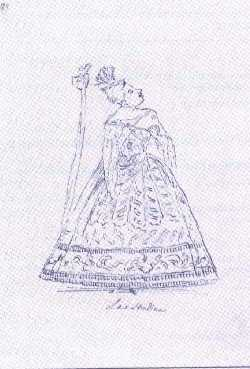
Karikatura Anny Stradové od Antonia Marii Zanettiho

Anna Maria Stradová del Pò, nepřechýleně Strada del Pò (1703 Bergamo – 1775 Neapol) byla italská sopranistka v první polovině 18. století. Její vystupování je spojeno zejména s hudbou Georga Friedricha Händela, v jehož operách a oratoriích často účinkovala.

## Kariéra
Po počátečním působení v Itálii, včetně Vivaldiho opery La Verità in Cimento (1720) v Benátkách, v Miláně a Livornu, se Stradová v roce 1729 přestěhoval do Londýna. Zde účinkovala v Händelových operách poté, co si ji skladatel sám vybral. Debutovala v roli Adelaidy v Lotariovi a byla primadonou ve všech jeho operách a oratoriích do roku 1737.
Zpívala nejméně ve 24 Händelových operách a operním baletu Terpsicore, novém prologu k revidované verzi Il pastor fido.
Mezi její další role patřily Angelica v Orlandovi, titulní roli v Partenope, Elmira v Sosarme, Thusnelda v Arminiovi či Ariadna v Giustinovi a titulní roli Atalanty. Strada byla jediná zpěvačka Händelovy společnosti, která nepřešla ke konkurenční šlechtické opeře, když v roce 1732 odmítla zpívat pro Giovanniho Bononciniho.
V roce 1738 opustila Londýn a vrátila se do Itálie, kde zpívala v Neapoli a Turíně. Zemřela roku 1775 v Neapoli.